# 吉積信
吉積 信（よしづみ まこと、1964年 - ）は、テイルズ オブ シリーズのプロデューサーを務めるゲームクリエイター。バンダイナムコセブンズ所属。

## 経歴
福岡県生まれ、大分県大分市出身。大分県立大分舞鶴高等学校、明治大学政治経済学部を経て、「女神転生」を面白いと思ったことをきっかけに1988年にナムコ（後のバンダイナムコゲームス）に入社。入社1年目は東京、2年目以降は大阪で、6年間営業をしていた。その後、さらに7年間のゲームの宣伝や広報のプロモーション業務を経験。その中にはプロデューサーとしてかかわる前のテイルズ オブ シリーズも含む。
入社前から営業の仕事を希望していた。しかし実際に働いてみると自分の想像と違う部分があり会社を辞めようとも思ったが、「こうすれば面白くなる」と考えて自分で面白くしていった。東京に転勤することとなった際「パブリシティをやって」と要求され承諾し、パブリシティの仕事として開発とコミュニケーションを取るうちに、販売と開発の橋渡しをするようになる。タイアップアーティストのことや販売方法について開発に指示をしていると上司から「そういうのはプロデューサーという」と指摘され、2002年5月より実際にテイルズ オブ シリーズのプロデューサーを務めており、「シリーズの生みの親」と紹介されることもある。2007年の『テイルズ オブ イノセンス』以降は馬場英雄がシリーズのプロデューサーおよびブランドマネージャーを担当し、吉積は「統括プロデューサー」としてシリーズを統括するようになる。
2019年4月より、新設されたバンダイナムコセブンズへ移り、ライツやプロモーションを担当。

## 人物
- テイルズ オブ シリーズは役割を演じる「ロールプレイングゲーム」ではなく、キャラクターを楽しむ「キャラクタープレイングゲーム」であるとしている[13][4][14]。ストーリーについては、単純な勧善懲悪ではないものを提示しようと考えている[8]。「敵対者にも理屈や思想があり、自分が正義で敵が悪ではない」ということを残したまま最後を迎えるという形を大切にしたいと考えており、完全悪はほとんど登場させていない[15]。
- 『テイルズ オブ ジ アビス』のキャラクター・ジェイドを気に入っており、名刺に載せている[16]。また、『テイルズ オブ ヴェスペリア 〜 The First Strike 〜』のキャラクター・ガリスタがジェイドに似ているため、担当声優をジェイド役の子安武人にしようという案も出していたが、『テイルズ オブ ヴェスペリア』の制作プロデューサーである樋口義人に止められた[17]。
- 3人の子供の父であり、長女には英才教育という名目でテイルズ オブ シリーズのみプレイさせている[1]。

## 製作に関わった作品

### ゲーム
- テイルズ オブ ファンタジア（1995年12月15日、SFC）セールスプロモーター
- テイルズ オブ デスティニー（1997年12月23日、PS）セールスプロモーションプロジェクトスタッフ
- テイルズ オブ ファンタジア なりきりダンジョン（2000年11月10日、GB）宣伝広告
- テイルズ オブ エターニア（2000年11月30日、PS）販売促進スタッフメンバー
- テイルズ オブ ザ ワールド なりきりダンジョン2（2002年10月25日、GBA）プロデューサー
- テイルズ オブ デスティニー2（2002年11月28日、PS2）プロデューサー
- ヴィーナス&ブレイブス〜魔女と女神と滅びの予言〜（2003年2月13日、PS2）スペシャルアドバイザー（途中、移籍[18]）
- テイルズ オブ ファンタジア（2003年8月1日、GBA）プロデューサー
- テイルズ オブ シンフォニア（2003年8月29日、GC）プロデューサー
- テイルズ オブ リバース（2004年12月16日、PS2）プロデューサー
- テイルズ オブ ザ ワールド なりきりダンジョン3（2005年1月6日、GBA）プロデューサー
- テイルズ オブ ジ アビス（2005年12月15日、PS2）プロデューサー
- テイルズ オブ ザ テンペスト（2006年10月26日、DS）プロデューサー
- テイルズ オブ デスティニー（2006年11月30日、PS2）エグゼクティブプロデューサー
- テイルズ オブ ザ ワールド レディアント マイソロジー（2006年12月21日、PSP）チーフプロデューサー
- テイルズ オブ デスティニー2（2007年2月15日、PSP）チーフプロデューサー
- テイルズ オブ ファンダム Vol.2（2007年6月28日、PS2）チーフプロデューサー
- テイルズ オブ イノセンス（2007年12月6日、DS）統括プロデューサー
- テイルズ オブ デスティニー ディレクターズカット（2008年1月31日、PS2）統括プロデューサー
- テイルズ オブ シンフォニア -ラタトスクの騎士-（2008年6月26日、Wii）統括プロデューサー
- テイルズ オブ ヴェスペリア（2008年8月7日、Xbox 360）エグゼクティブプロデューサー
- テイルズ オブ ハーツ（2008年12月18日、DS）統括プロデューサー
- テイルズ オブ ザ ワールド レディアント マイソロジー2（2009年1月29日、PSP）統括プロデューサー
- テイルズ オブ グレイセス（2009年12月10日、Wii）統括プロデューサー
- ゴッドイーター（2010年2月4日、PSP）統括プロデューサー
- ケロロRPG 騎士と武者と伝説の海賊（2010年3月4日、DS）統括プロデューサー
- テイルズ オブ ファンタジア なりきりダンジョンX（2010年8月5日、PSP）ゼネラルプロダクトマネージャー
- テイルズ オブ グレイセス エフ（2010年12月2日、PS3）統括プロデューサー
- テイルズ オブ ザ ワールド レディアント マイソロジー3（2011年2月10日、PSP）ゼネラルプロダクトマネージャー
- テイルズ オブ エクシリア（2011年9月8日、PS3）統括プロデューサー
- テイルズ オブ イノセンス R（2012年1月16日、PS Vita）統括プロデューサー
- テイルズ オブ ザ ヒーローズ ツインブレイヴ（2012年2月23日、PSP）ゼネラルプロダクトマネージャー
- テイルズ オブ エクシリア2（2012年11月1日、PS3）統括プロデューサー
- テイルズ オブ ハーツ R（2013年3月7日、PS Vita）統括プロデューサー
- テイルズ オブ シンフォニア ユニゾナントパック（2013年10月10日、PS3）統括プロデューサー
- テイルズ オブ ザ ワールド レーヴ ユナイティア（2014年10月23日、3DS）ゼネラルプロデューサー
- テイルズ オブ ゼスティリア（2015年1月22日、PS3）スペシャルサンクス

### アニメ
- テイルズ オブ ジ アビス（2008年 - 2009年）エグゼクティブプロデューサー
- テイルズ オブ ヴェスペリア（2009年）プロデューサー
- ているず おぶ 劇場（2012年）ゼネラルプロダクトマネージャー